# Epauvillers
Epauvillers és un antic municipi del cantó del Jura, cap del districte de Franches-Montagnes. L'1 de gener de 2009 es va fusionar amb Epiquerez, Montenol, Montmelon, Ocourt, Saint-Ursanne i Seleute per tal de formar el nou Clos du Doubs.